# Retorbido
Retorbido (Ar Tùrbi in dialetto locale) è un comune italiano di 1 521 abitanti della provincia di Pavia in Lombardia. Si trova nell'Oltrepò Pavese, presso lo sbocco in pianura della valle Staffora. Il comune è sito parte nella Pianura Padana e in parte sulle prime propaggini collinari.

## Storia
Nel 972 ne venne confermato il possesso al monastero di San Pietro in Ciel d'Oro di Pavia, cui era stato donato dal re Liutprando; apparteneva alla contea di Tortona, ma nel 1164 entrò nei domini di Pavia, sotto la quale fu sede di podesteria. Aggregato successivamente al feudo di Voghera, assegnato nel 1412 ai Beccaria del ramo di Robecco e poi ai Dal Verme, fu staccato da Voghera passando ai Riario insieme a Fortunago e infine ai Beccaria di Montebello, estinti nel 1629. Il feudo di Retorbido, staccato da Montebello, fu allora venduto ai Corti di Pavia, cui rimase fino all'abolizione del feudalesimo.
Nel 1818 a Retorbido fu unito il soppresso comune di Murisasco, noto fin dal 1153 e già appartenente al feudo di Mondondone (Codevilla). A tale comune era già stato aggregato nel 1175 il comune di Garlassolo, anch'esso già parte del feudo di Mondondone (tale comune comprendeva solo parte dell'abitato di Garlassolo, per il resto frazione di Mondondone e ora Codevilla).
Fin dall'epoca umanistica si ritiene che Retorbido corrisponda all'antica città ligure di Litubium, nota dal seguente passo di Livio:
(Tito Livio, Ab Urbe condita libri (XXXII,29))
Tuttavia le ragioni dell’identificazione di Retorbido con l’antica Litubium si rifanno a constatazioni di tipo storico-geografico, ma anche a motivazioni linguistiche riguardanti l’evoluzione del toponimo. La parola rturbi, letteralmente corrisponde a «rio torbido».
Il citato Clastidium è Casteggio, a pochi chilometri da Retorbido.
L'ipotesi è suggestiva ma manca ancora una prova definitiva, in particolare per l'assenza di reperti romani che possano provare una permanenza di Litubium dall'epoca preromana al medioevo, quando appaiono le prime testimonianze riferibili a Retorbido.
Il torrente Rile attraversava fino al XIX secolo l'abitato, che era in costante pericolo per le sue piene (nel 1815 una di esse aveva ucciso diverse persone). Fin da allora si pensò di deviarlo fuori dell'abitato, e l'opera (dopo un'ulteriore nefasta alluvione nel 1863) fu finalmente compiuta nel 1894, su progetto degli ingegneri Meardi e Garrone.
Notevole importanza ebbero in passato le Terme di Retorbido, conosciute sin dal Rinascimento per le proprietà curative delle sue acque solforose e descritte in un trattato del 1577 dal medico pavese Teodoro Guainerio dal titolo: "Il trattato delle fontane et acque di Ritorbio, dell’eccell. medico e consigliero regio, M. Theodoro Guainerio, pavese. Nuovamente posto in luce, e di latino fatto italiano". Frequentate dagli abitanti della Lomellina, del circondario di Pavia e della provincia di Alessandria - ma anche da esponenti della nobiltà pavese e milanese - ebbero il momento di massimo fulgore nel corso del secolo XIX, quando si costruì un moderno stabilimento termale in grado di rispondere alle necessità degli ammalati. La chiusura degli impianti, avvenuta i primi del secolo scorso, soprattutto a causa delle sopravvenute difficoltà di comunicazione con Voghera, fu un duro colpo per l'economia locale e segnò anche il lento declino generale di Retorbido.

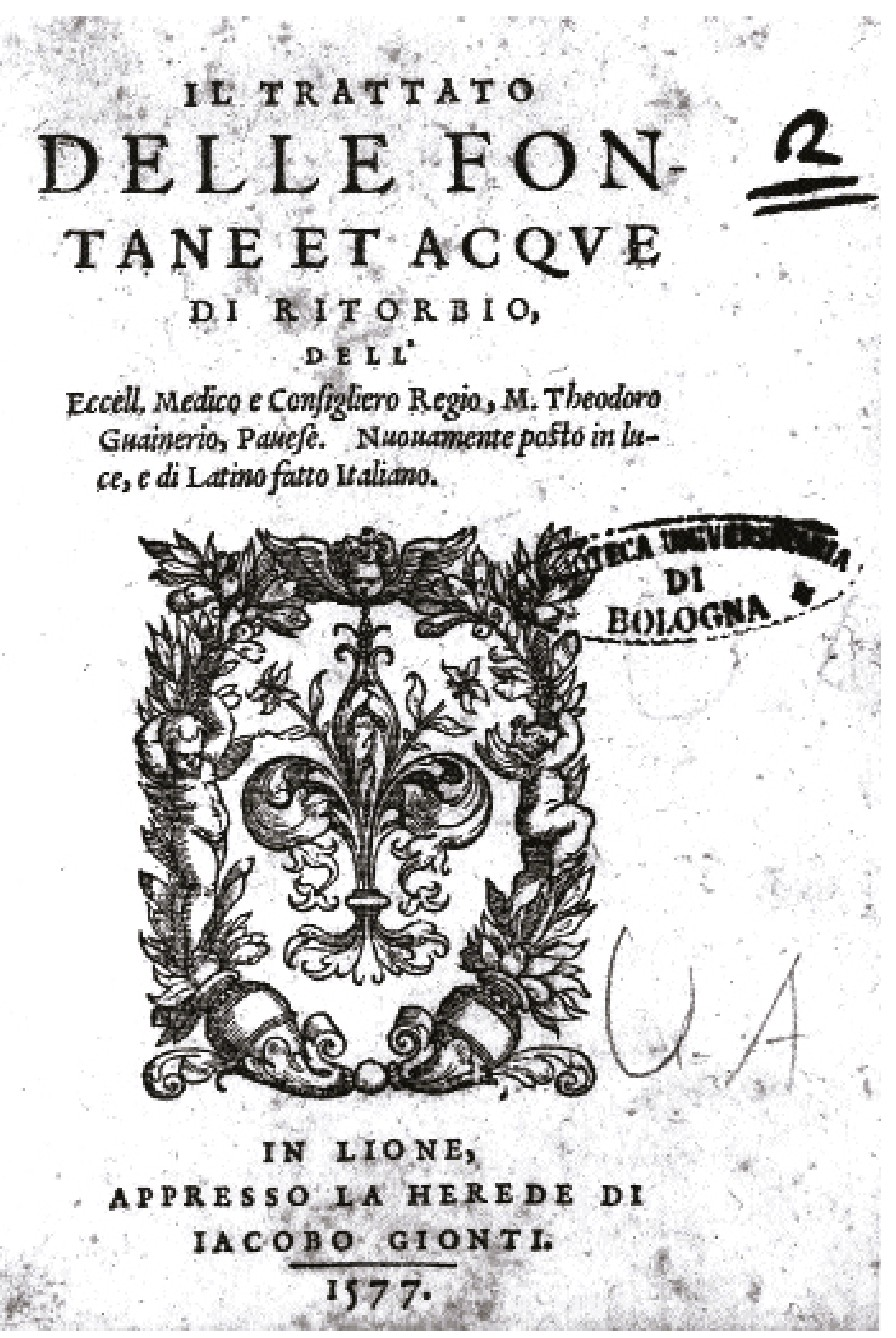
Frontespizio de: "Il trattato delle fontane et acque di Ritorbio", del medico pavese Teodoro Guainerio, pubblicato a Lione nel 1577

### Simboli
Il gonfalone è un drappo interzato in fascia di verde, di bianco e di rosso.

## Monumenti e luoghi d'interesse
- Chiesa della Natività di Maria Vergine, costruita nel Seicento e ampliata nel 1859

## Società

### Evoluzione demografica
Abitanti censiti

### Tradizioni e folclore - La leggenda di Bertoldo
Secondo la tradizione del luogo Bertoldo, il sagace contadino protagonista di vari aneddoti popolari e del romanzo di Giulio Cesare Croce, sarebbe nato a Retorbido, nella frazione "Casa Bertuggia". 
Durante la "sagra del Polentone", che si svolge da più di un secolo nella seconda domenica di marzo, si assiste alla messa in scena del dialogo scherzoso fra Bertoldo e re Alboino sulla politica attuale. Vengono poi distribuiti gratuitamente polenta e salamini a tutti i presenti.

## Infrastrutture e trasporti
La stazione di Retorbido sorgeva lungo la ferrovia Voghera-Varzi, attiva fra il 1931 e il 1966.

## Amministrazione

### Comunità montane
Non fa più parte della comunità montana.

## Sport
Il paese ha una squadra di calcio, l'US Retorbido, che attualmente (stagione 2024/25) milita in Terza Categoria.
La società, vanta 7 promozioni in seconda categoria, l'ultima delle quali nella stagione 2018/19 con la vittoria del campionato girone C. A questi risultati vanno aggiunti vari successi nei campionati minori.
L'anno di fondazione è il 1984.
È inoltre presente sul territorio una scuola di ballo riconosciuta dalla federazione nazionale, l’ASD Sabry Dance.